# Campeonato de Oceanía de Taekwondo de 2016
El III Campeonato de Oceanía de Taekwondo se celebró en Suva (Fiyi) en 2016 bajo la organización de la Unión de Taekwondo de Oceanía.
En total se disputaron en este deporte ocho pruebas diferentes, cuatro masculinas y cuatro femeninas.

## Resultados

### Masculino
| Evento | Oro                                  | Plata                        | Bronce                                                     |
| ------ | ------------------------------------ | ---------------------------- | ---------------------------------------------------------- |
| –58 kg | Bailey Malcolm Lewis Australia       | Adrian Abela Australia       | Teddy Teng Polinesia Francesa Jack Francois Nueva Zelanda  |
| –68 kg | Thomas Afonczenko Australia          | Thomas Auger Australia       | Fraser McConnell Nueva Zelanda Damon Cavey Australia       |
| –80 kg | Jack Marton Australia                | Cameron Taylor Australia     | Shivneel Nagan Chetty Fiyi Hitinui Teai Polinesia Francesa |
| +80 kg | Lloyd Tuarai Hery Polinesia Francesa | Dafydd Sanders Nueva Zelanda | Jaxon Simmonds Australia Adam Leslie Meyers Australia      |

### Femenino
| Evento | Oro                             | Plata                            | Bronce                                                       |
| ------ | ------------------------------- | -------------------------------- | ------------------------------------------------------------ |
| –49 kg | Deanna Kyriazopoulos Australia  | Amelia Griffin Australia         | —                                                            |
| –57 kg | Jennifer Lay Australia          | Catherine Risbey Australia       | Lindsay Gavin Nueva Caledonia Victoria Arsapin Nueva Zelanda |
| –67 kg | Lorna Elizabeth Munro Australia | Averii Gatien Polinesia Francesa | Rhiannon O'Neill Nueva Zelanda Ruth Hock Australia           |
| +67 kg | Tassya Stevens Australia        | Kate McAdam Australia            | Venice Traill Fiyi Eve Ember Australia                       |

## Medallero
| Núm. | País               | Oro | Plata | Bronce | Total |
| ---- | ------------------ | --- | ----- | ------ | ----- |
| 1    | Australia          | 7   | 6     | 5      | 18    |
| 2    | Polinesia Francesa | 1   | 1     | 2      | 4     |
| 3    | Nueva Zelanda      | 0   | 1     | 4      | 5     |
| 4    | Fiyi               | 0   | 0     | 2      | 2     |
| 5    | Nueva Caledonia    | 0   | 0     | 1      | 1     |
|      | TOTAL              | 8   | 8     | 14     | 30    |